# Köstenerberg

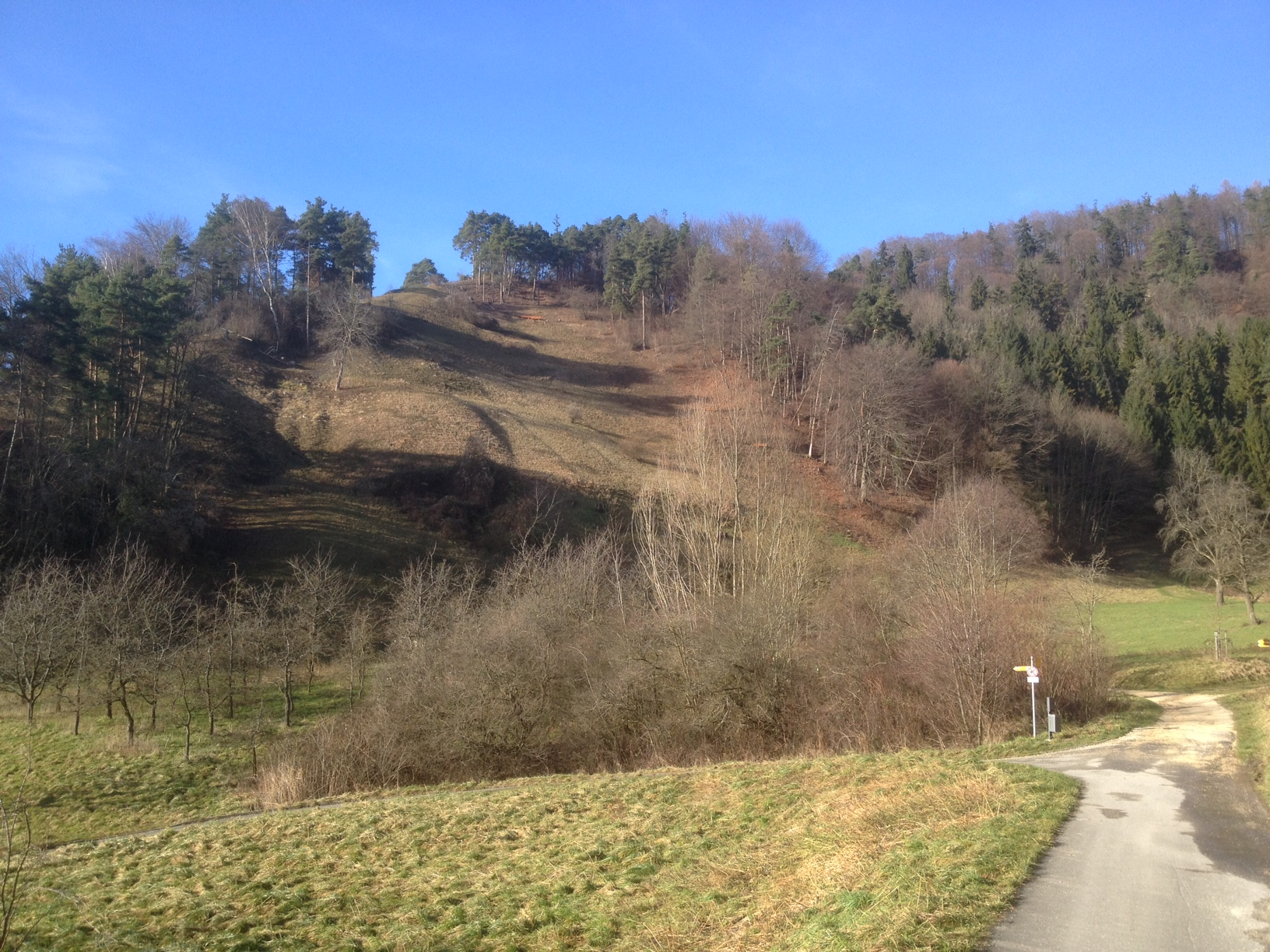
NSG Köstenerberg

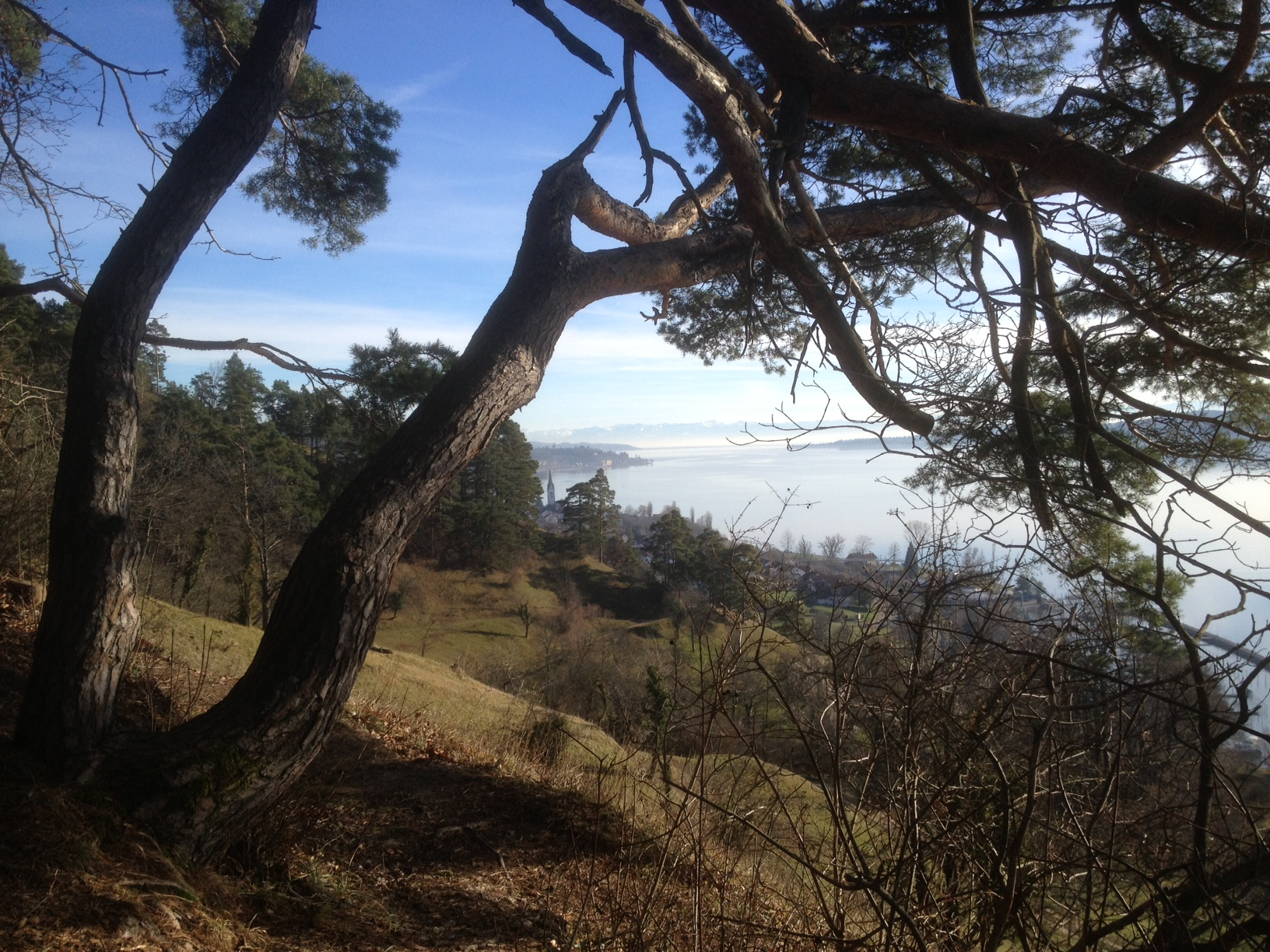
Blick vom NSG Köstenerberg über Sipplingen auf den Bodensee

Das Gebiet Köstenerberg ist ein mit der Verordnung vom 16. Februar 1989 des Regierungspräsidiums Tübingen ausgewiesenes Naturschutzgebiet (NSG-Nummer 4.152) im Gebiet der baden-württembergischen Gemeinde Sipplingen im Bodenseekreis in Deutschland.

## Lage
Das rund 16 Hektar (ha) große Naturschutzgebiet Köstenerberg, im Nordwesten Sipplingens, zwischen Beeren- und Sulzbachtal, oberhalb der Bundesstraße 31 Richtung Bodman-Ludwigshafen und der Bahnstrecke Stahringen–Friedrichshafen, sowie unterhalb des 615 Meter hohen Künstbergs gelegen, gehört naturräumlich zum Bodenseebecken und liegt auf einer Höhe von 400 bis 530 m ü. NN.

## Schutzzweck
Wesentlicher Schutzzweck des NSG Köstenerberg ist die Erhaltung der äußerst naturnahen und vielfältigen Vegetation als seltener Lebensraum einer Vielzahl von gefährdeten und besonders geschützten Pflanzen- und Tierarten.

## Flora und Fauna

### Flora
Aus der schützenswerten Flora sind unter anderem folgende Pflanzen zu nennen:
- Buchen, eine Gattung in der Familie der Buchengewächse
- Geißklee, eine Gattung ginsterähnlicher Sträucher aus der Familie der Hülsenfrüchtler
- Kiefern, auch Föhren oder Forlen genannt, eine Pflanzengattung von Nadelholzgewächsen in der Familie der Kieferngewächse
- Seggen, eine Gattung aus der Familie der Sauergrasgewächse
- die Aufrechte Trespe (Bromus erectus), ein hohes Wiesengras aus der Familie der Süßgräser
- die Pfirsichblättrige Glockenblume (Campanula persicifolia), ein Vertreter der Familie Glockenblumengewächse
- das Wald-Habichtskraut (Hieracium murorum), eine Pflanzenart aus der Familie der Korbblütler

### Fauna
Aus der schützenswerten Fauna sind neben mehr als 80 Bienenarten folgende Tierarten zu nennen:
- der Berglaubsänger (Phylloscopus bonelli), ein Singvogelart aus der Familie der Grasmückenartigen
- die Haselmaus (Muscardinus avellanarius), ein mausähnliches, nachtaktives Nagetier aus der Familie der Bilche
- der Neuntöter (Lanius collurio) oder Rotrückenwürger, eine Vogelart aus der Familie der Würger
- der Siebenschläfer (Glis glis), auch ein nachtaktives Nagetier aus der Familie der Bilche
- der Wendehals (Jynx torquilla), die einzige europäische Vogelart der Gattung Jynx aus der Familie der Spechte